# Tuyên thệ nhậm chức của tổng thống Hoa Kỳ
Tuyên thệ nhậm chức của tổng thống Hoa Kỳ (chữ Anh: Oath of office of the president of the United States) là lời tuyên thệ hoặc lời khẳng định mà tổng thống thực hiện khi đảm nhận chức vụ. Văn bản của lời tuyên thệ này được quy định trong Điều II, Khoản 1, Điểm 8 của Hiến pháp Hoa Kỳ, và một tân tổng thống phải thực hiện lời tuyên thệ này trước khi thực thi bất cứ quyền hạn hay nhiệm vụ chính thức nào.
Khoản này là một trong ba điều khoản về tuyên thệ hoặc khẳng định trong Hiến pháp, nhưng đây là điều khoản duy nhất quy định cụ thể các từ ngữ phải được nói. Điều I, Khoản 3 yêu cầu các thượng nghị sĩ, khi xét xử các vụ luận tội, phải "tuyên thệ hoặc khẳng định". Điều VI, Điểm 3 cũng yêu cầu các cá nhân được quy định trong đó "cam kết bằng lời tuyên thệ hoặc lời khẳng định, để ủng hộ Hiến pháp này". Lời tuyên thệ của tổng thống không chỉ là một lời cam kết trung thành và tận trung thông thường. Điều khoản này yêu cầu tân tổng thống phải tuyên thệ hoặc khẳng định: "Tôi sẽ làm hết sức mình để duy trì, bảo vệ và ủng hộ Hiến pháp Hoa Kỳ".

## Nội dung văn tự
Trước khi bắt đầu thi hành chức vụ, tổng thống phải tuyên thệ hoặc khẳng định như sau:— "Tôi trịnh trọng tuyên thệ (hoặc khẳng định) rằng tôi nhất định trung thành thực hiện chức vụ Tổng thống Hoa Kỳ, và sẽ làm hết sức mình để duy trì, bảo vệ và ủng hộ Hiến pháp Hoa Kỳ."

## Đại lễ tuyên thệ

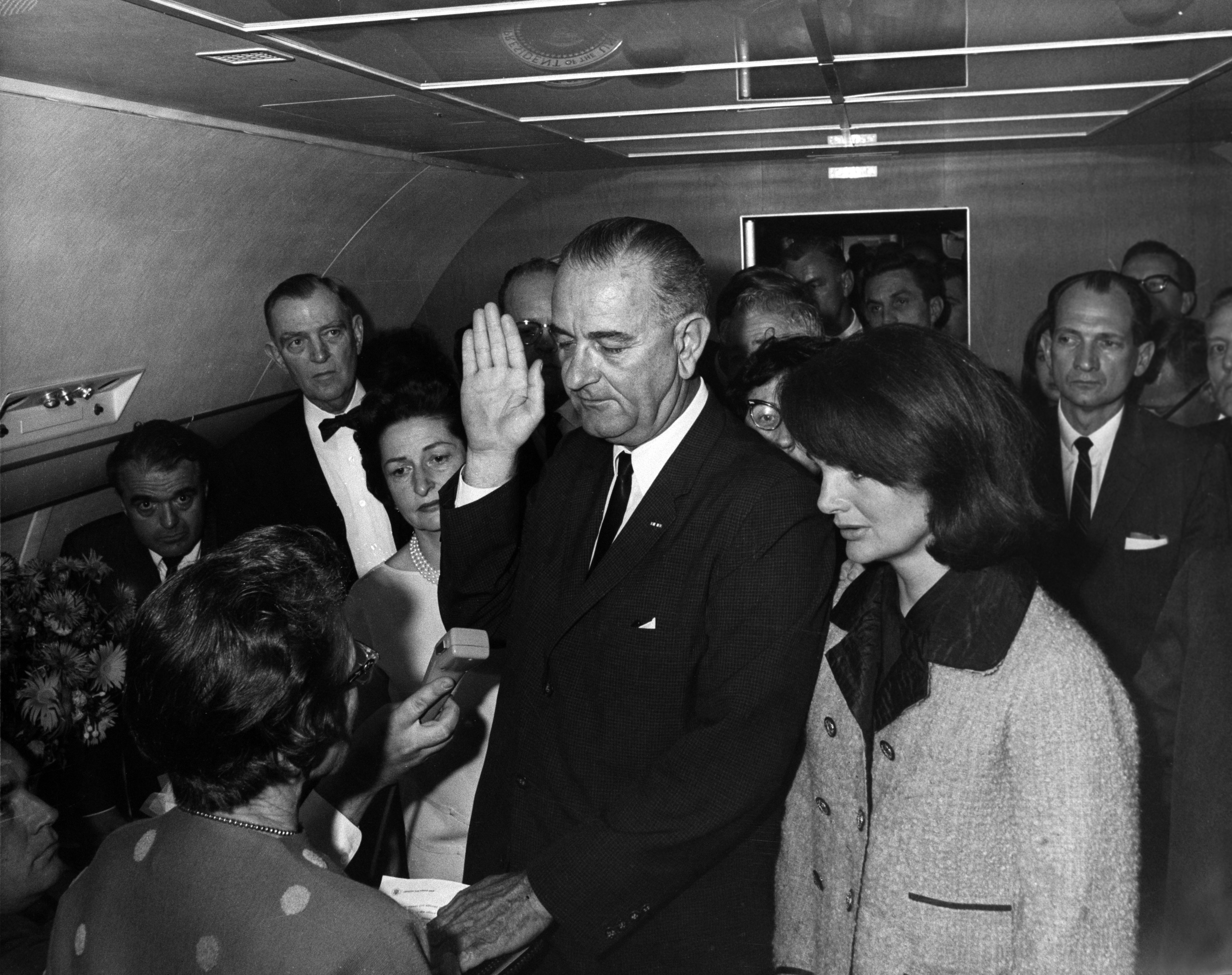
Lyndon Johnson tuyên thệ nhậm chức tân tổng thống, hai giờ sau vụ ám sát tổng thống John F. Kennedy

Một tổng thống Hoa Kỳ bất luận mới đắc cử hay tái đắc cử, đều bắt đầu nhiệm kì bốn năm vào lúc trưa ngày 20 tháng 1 sau cuộc bầu cử, và theo truyền thống, phải thực hiện tuyên thệ trong lễ nhậm chức vào ngày này. Trước năm 1937, nhiệm kì của tổng thống bắt đầu vào ngày 4 tháng 3. Nếu ngày 20 tháng 1 rơi vào Chủ nhật, tổng thống sẽ tuyên thệ riêng tư vào ngay ngày hôm đó và sau đó thực hiện lại lời tuyên thệ trong một buổi lễ công khai vào ngày 21 tháng 1.
Đã có chín phó tổng thống kế nhiệm chức vụ tổng thống do sự qua đời hoặc từ chức của tổng thống. Trong các tình huống này, lời tuyên thệ nhậm chức được thực hiện nhanh nhất có thể, đảm bảo tính liên tục của chức vụ tổng thống.

## Thực hiện tuyên thệ

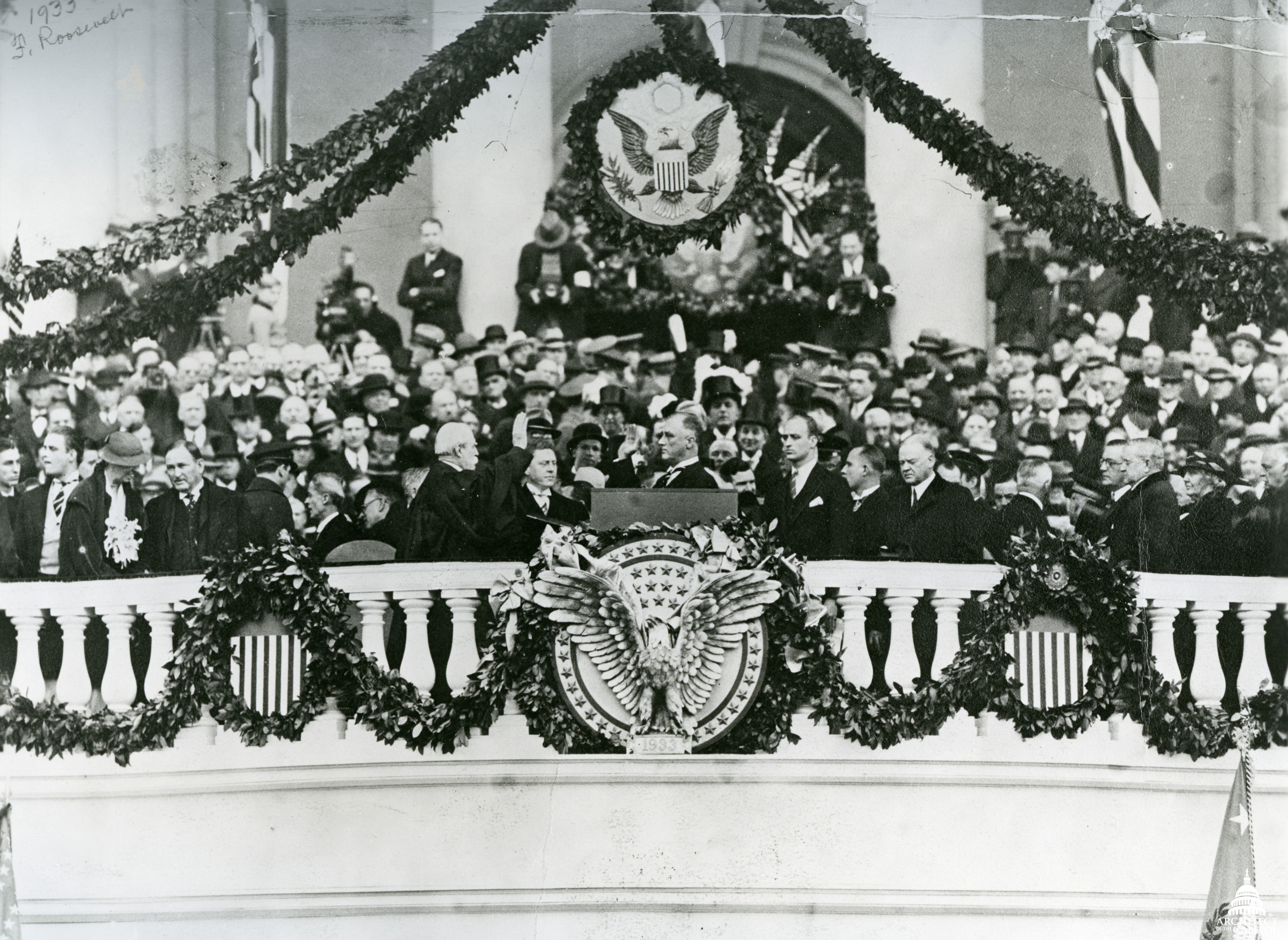
Franklin D. Roosevelt tuyên thệ nhậm chức dưới sự chứng kiến của Chánh án Toà án Tối cao Charles Evans Hughes vào ngày 4 tháng 3 năm 1933, lễ nhậm chức đầu tiên trong bốn nhiệm kì tổng thống của Roosevelt.

Mặc dù Hiến pháp không yêu cầu một người cụ thể nào phải thực hiện nghi lễ tuyên thệ nhậm chức tổng thống, nhưng từ thời John Adams, nghi lễ này đã được chánh án Toà án Tối cao thực hiện, trừ khi có sự qua đời của tổng thống đương nhiệm. George Washington đã tuyên thệ nhậm chức trong lễ nhậm chức lần đầu vào ngày 30 tháng 4 năm 1789, dưới sự chủ trì của Robert Livingston, đại thẩm phán Toà án Chancery New York. William Cranch, thẩm phán tối cao của Toà án Thượng tố Hoa Kỳ, đã thực hiện nghi lễ tuyên thệ nhậm chức cho Millard Fillmore vào ngày 10 tháng 7 năm 1850, khi ông trở thành tổng thống sau sự qua đời của Zachary Taylor. Khi nhận được thông tin về cái chết của Warren Harding trong khi đang thăm gia đình tại làng Plymouth Notch, tiểu bang Vermont, Calvin Coolidge đã tuyên thệ nhậm chức dưới sự chứng kiến của cha ông, John Calvin Coolidge Sr., một công chứng viên. Vào ngày 22 tháng 11 năm 1963, sau khi tổng thống John F. Kennedy bị ám sát, thẩm phán liên bang Sarah T. Hughes đã thực hiện nghi lễ tuyên thệ nhậm chức cho Lyndon B. Johnson trên chiếc Air Force One; đây là lần duy nhất có phụ nữ thực hiện nghi lễ tuyên thệ nhậm chức cho tổng thống. Tổng cộng, nghi lễ tuyên thệ nhậm chức của tổng thống đã được thực hiện bởi 15 chánh án (trong đó có một người – William Howard Taft – cũng là một cựu tổng thống), một thẩm phán tối cao, bốn thẩm phán liên bang, hai đại thẩm phán tiểu bang New York và một công chứng viên.

### Lựa chọn từ "khẳng định"
Ngôn từ trong Hiến pháp cho phép "khẳng định" thay vì "tuyên thệ". Mặc dù lí do cho sự lựa chọn này không được ghi chép lại, nhưng có thể liên quan đến một số tín đồ Cơ Đốc, bao gồm cả những tín đồ của giáo phái Quaker, họ áp dụng câu Kinh Thánh này một cách nghiêm túc: "Hỡi anh em, trước hết chớ có thề, chớ chỉ trời, chỉ đất, cũng chớ chỉ vật khác mà thề; nhưng phải thì nói phải, không thì nói không, hầu cho khỏi bị xét đoán" (Gia-cơ 5:12). Franklin Pierce là tổng thống duy nhất được biết đã sử dụng từ "khẳng định" thay vì "tuyên thệ". Herbert Hoover, thường được cho là đã sử dụng "khẳng định" vì ông là tín hữu Quaker, nhưng một đoạn phim về nghi lễ cho thấy ông đã nói "trịnh trọng tuyên thệ". Richard Nixon, cũng là một tín hữu Quaker, đã tuyên thệ thay vì khẳng định.

### Hình thức tuyên thệ
Có hai hình thức tuyên thệ nhậm chức của tổng thống.
Hình thức đầu tiên, hiện không còn sử dụng, là người thực hiện nghi lễ sẽ tuyên thệ theo dạng câu hỏi và sửa đổi ngôn từ từ ngôi thứ ba sang ngôi thứ hai, như trong câu "Ông, George Washington, có trịnh trọng tuyên thệ ... không" và sau đó yêu cầu sự xác nhận. Lúc này, một câu trả lời như "Tôi khẳng định" hoặc "Tôi thề" sẽ hoàn thành nghi lễ tuyên thệ.
Được biết là quy trình đó đã phổ biến ít nhất cho đến đầu thế kỉ XX. Vào năm 1881, bài báo của New York Times về lễ tuyên thệ của Chester A. Arthur đã đưa tin rằng ông đã trả lời câu hỏi về việc nhận lời thề với câu "Tôi thề, xin Đức Chúa Trời giúp con". Vào năm 1929, tạp chí Time báo cáo rằng Chánh án William H. Taft bắt đầu lời thề bằng câu "Ông, Herbert Hoover, có trịnh trọng tuyên thệ ... không", và Hoover đã trả lời đơn giản "Tôi thề".
Hình thức thứ hai, và cũng là hình thức hiện tại, là người thực hiện nghi lễ tuyên thệ theo cách xác nhận và ở ngôi thứ nhất, do đó tổng thống sẽ tuyên thệ bằng cách lặp lại nguyên văn lời tuyên thệ. Franklin Roosevelt, vào năm 1933, đã đứng im lặng khi chánh án Charles Evans Hughes đọc toàn bộ lời tuyên thệ, rồi sau đó ông lặp lại lời thề từ đầu đến cuối. Đến lễ nhậm chức của Harry Truman vào năm 1949, thông lệ là chánh án sẽ nói từng câu của lời tuyên thệ, và tổng thống sẽ lặp lại từng câu cho đến khi hoàn thành lời tuyên thệ.

## Sử dụng Kinh Thánh

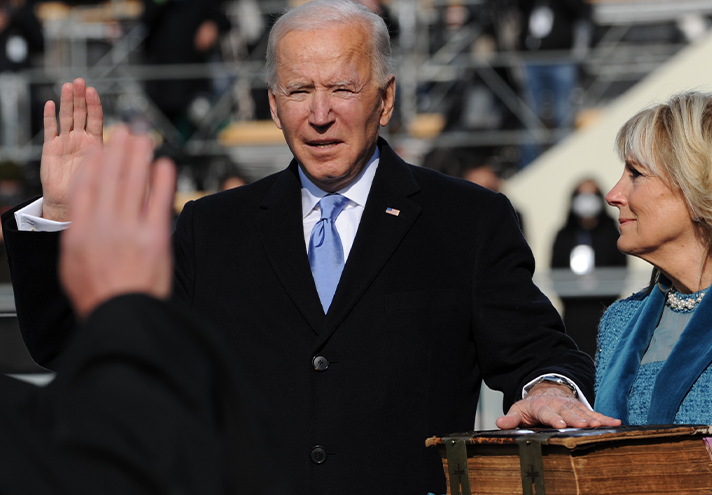
Joe Biden tuyên thệ nhậm chức trên quyển đại Kinh Thánh của gia đình Biden, vào ngày 20 tháng 1 năm 2021

Theo truyền thống, các tổng thống nhậm chức giơ tay phải lên và đặt tay trái lên Kinh Thánh khi tuyên thệ nhậm chức. Vào năm 1789, George Washington đã tuyên thệ nhậm chức với một quyển Kinh Thánh tế đàn từ Nhà thờ Tam điểm St. John - ngôi nhà thờ cổ xưa ở New York, và sau đó ông đã hôn lên quyển Kinh Thánh đó. Các tổng thống kế tiếp, kể cả Harry S. Truman, đều theo phong tục hôn lên Kinh Thánh, mặc dù vào năm 1953, Dwight D. Eisenhower đã thay vào đó đọc một lời cầu nguyện sau khi tuyên thệ.
Thomas Jefferson và Calvin Coolidge không sử dụng Kinh Thánh trong lễ tuyên thệ của họ. Theodore Roosevelt không sử dụng Kinh Thánh khi tuyên thệ vào năm 1901, và John Quincy Adams cũng không, khi ông tuyên thệ trên một quyển sách luật pháp, với ý định rằng ông đang tuyên thệ trên Hiến pháp. Lyndon B. Johnson đã tuyên thệ trên một quyển sách lễ của Giáo hội Công giáo La Mã trên Air Force One sau vụ ám sát John F. Kennedy; ông tin rằng đó là một quyển Kinh Thánh. Tuy nhiên, ông đã tuyên thệ trên Kinh Thánh trong lễ tuyên thệ nhậm chức lần thứ hai. Donald Trump đã tuyên thệ trên hai quyển Kinh Thánh trong lễ nhậm chức đầu tiên của ông: một quyển do mẹ ông tặng khi ông còn nhỏ, và một quyển Kinh Thánh Lincoln. Hai quyển Kinh Thánh này cũng có mặt bên cạnh Trump trong lễ nhậm chức lần thứ hai, nhưng ông không đặt tay lên chúng. Các tổng thống Harry Truman, Dwight Eisenhower, Richard Nixon, George H. W. Bush và Barack Obama đều tuyên thệ trên hai quyển Kinh Thánh. Quyển đại Kinh Thánh bọc bằng da mà Joe Biden sử dụng trong lễ nhậm chức đã có trong gia đình Biden từ năm 1893.

## "Xin Đức Chúa Trời giúp con"
Quốc hội đầu tiên đã quy định cụm từ "Xin Đức Chúa Trời giúp con" trong các lời tuyên thệ theo Đạo luật Tư pháp năm 1789 đối với tất cả các thẩm phán và quan chức Hoa Kỳ, ngoại trừ tổng thống. Cụm từ này đã được quy định từ trước đó trong các hiến pháp tiểu bang đầu tiên và bởi Đại hội Lục địa lần thứ hai vào năm 1776. Mặc dù cụm từ đó là bắt buộc trong các lời tuyên thệ, Đạo luật cũng cho phép chọn lựa loại bỏ cụm từ đó, trong trường hợp đó, nó được gọi là sự khẳng định thay vì tuyên thệ: "Cụm từ, 'Xin Đức Chúa Trời giúp con', sẽ bị bỏ qua trong tất cả các trường hợp khi mà sự khẳng định được chấp nhận thay vì tuyên thệ". Ngược lại, lời tuyên thệ của tổng thống là lời tuyên thệ duy nhất được chỉ định trong Hiến pháp, không bao gồm cụm từ "Xin Đức Chúa Trời giúp con", và cũng cho phép hình thức xác nhận tuỳ chọn, mà không được coi là một lời thề. Trên thực tế, hầu hết các tổng thống, ít nhất là trong thế kỉ qua, đã chọn tuyên thệ (thay vì khẳng định), sử dụng Kinh Thánh để làm vậy, và kết thúc lời tuyên thệ với cụm từ thông dụng đó.

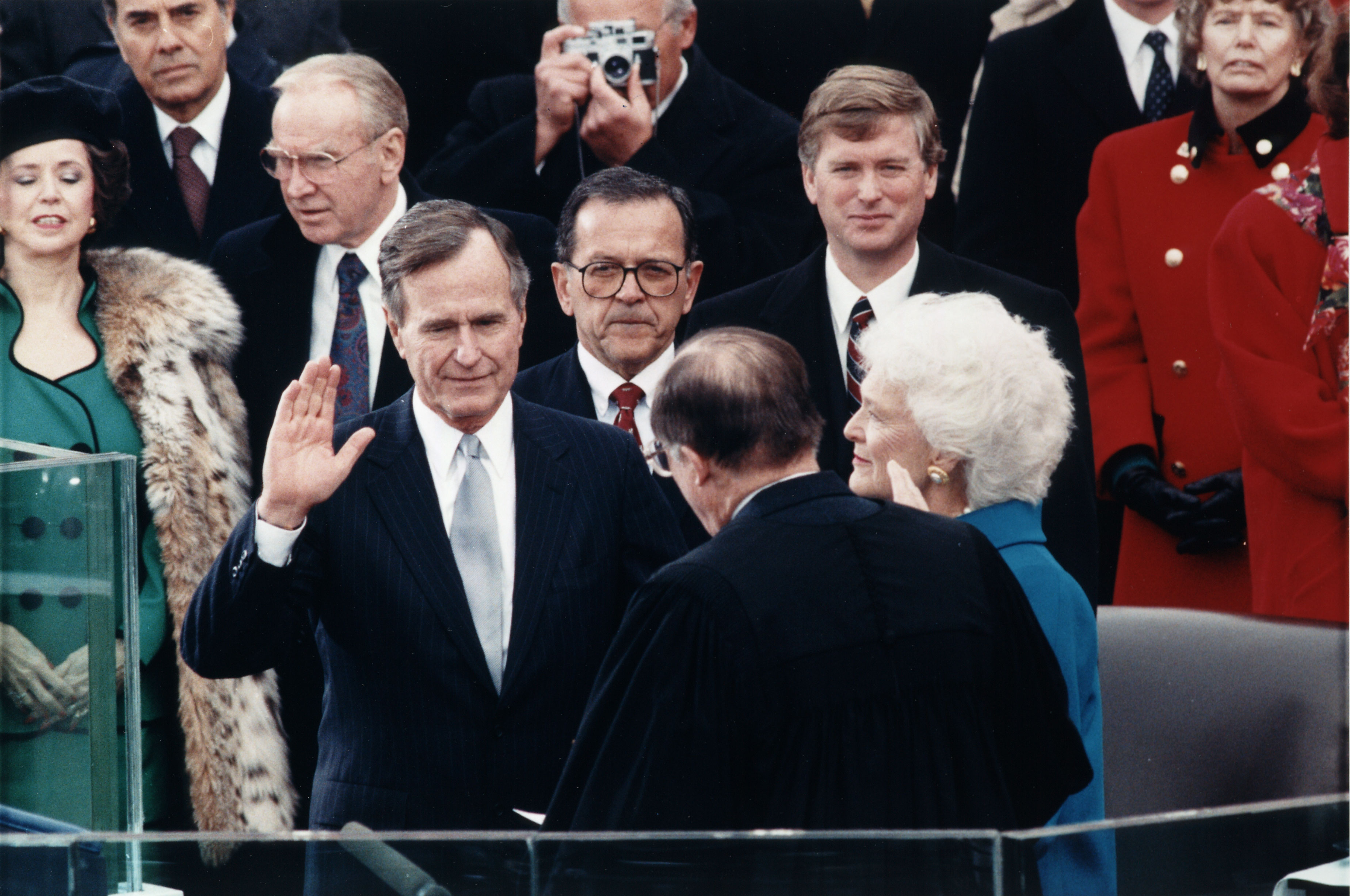
George H. W. Bush thực hiện nghi thức tuyên thệ nhậm chức do chánh án Toà án Tối cao William Rehnquist chủ trì vào ngày 20 tháng 1 năm 1989.

Có tranh cãi về việc George Washington có thêm cụm từ "Xin Đức Chúa Trời giúp con" vào lời tuyên thệ của ông hay không. Nguồn tài liệu sớm nhất cho biết Washington đã thêm cụm từ "Xin Đức Chúa Trời giúp con" vào lời tiếp nhận của mình, không phải vào lời tuyên thệ, điều này được ghi lại bởi Washington Irving, khi đó sáu tuổi tại thời điểm Washington tuyên thệ nhậm chức, và xuất hiện lần đầu tiên vào 65 năm sau sự kiện. Báo cáo duy nhất đương thời ghi lại đầy đủ lời tuyên thệ là đến từ lãnh sự Pháp, Comte de Moustier, chỉ đề cập đến lời tuyên thệ theo Hiến pháp mà không nhắc đến việc Washington thêm cụm từ "Xin Đức Chúa Trời giúp con" vào lời tiếp nhận của ông.
Cuộc tranh luận lịch sử về việc ai là người đầu tiên sử dụng "Xin Đức Chúa Trời giúp con" vẫn chưa được giải quyết rõ ràng, chủ yếu là vì bỏ qua hai hình thức tuyên thệ. Hình thức đầu tiên, hiện không còn sử dụng, là khi người thực hiện nghi lễ nói lời tuyên thệ theo dạng câu hỏi, ví dụ: "Ông, George Washington, có trịnh trọng tuyên thệ ... không", yêu cầu một lời xác nhận. Sau đó, một câu trả lời như "Tôi xác nhận" hoặc "Tôi thề" sẽ hoàn thành lời tuyên thệ. Mặc dù không có bản chép lại chính xác, bằng chứng ít ỏi còn sót lại cho thấy quy trình đó đã được sử dụng ít nhất cho đến đầu thế kỉ XX. Vào năm 1865, báo Sacramento Daily Union đã đưa tin về lễ tuyên thệ nhậm chức lần thứ hai của Abraham Lincoln. Lincoln kết thúc lời thề của mình bằng "Xin Đức Chúa Trời giúp con" và ông hôn lên Kinh Thánh. Bài báo của Daily Union đã tô vẽ thêm nhiều chi tiết, và các bài báo khác xuất bản gần với lễ nhậm chức không nhắc đến cụm từ đó (mặc dù chúng cũng không trích dẫn lời thề trong bất kì hình thức nào). Vào năm 1881, bài báo của New York Times về lễ tuyên thệ nhậm chức của Chester A. Arthur đã đưa tin rằng ông đã đáp lại câu hỏi về việc tiếp nhận lời thề với câu "Tôi thề, xin Đức Chúa Trời giúp con." Vào năm 1929, tạp chí Time đã báo cáo rằng chánh án đã bắt đầu lời thề bằng câu "Ông, Herbert Hoover, có trịnh trọng tuyên thệ ... không", và Hoover đã trả lời đơn giản "Tôi thề".
Một bài báo cùng thời về lễ nhậm chức của Abraham Lincoln vào năm 1865 cho biết rằng Lincoln đã thêm cụm từ "Xin Đức Chúa Trời giúp con" vào lời thề của mình. Báo cáo này được tiếp nối bởi một báo cáo khác, được cung cấp sau cái chết của Lincoln (ngày 15 tháng 4 năm 1865), xác nhận rằng Lincoln đã nói "Xin Đức Chúa Trời giúp con" trong khi tuyên thệ. Bằng chứng liên quan đến lễ nhậm chức năm 1865 mạnh mẽ hơn rất nhiều so với việc Lincoln đã sử dụng cụm từ đó trong lễ nhậm chức năm 1861. Một số nguồn tin cho rằng Lincoln đã nói "Xin Đức Chúa Trời giúp con" trong lễ nhậm chức năm 1861, nhưng những nguồn này không phải là những nguồn cùng thời với sự kiện đó. Trong bài phát biểu, Lincoln tuyên bố rằng lời tuyên thệ của ông đã "được ghi nhận ở Thiên quốc", điều này khiến một số người cho rằng cụm từ "Xin Đức Chúa Trời giúp con" có thể đã được Lincoln nói ra. Ngược lại, A. M. Milligan (một mục sư Tin Lành Trưởng lão, người ủng hộ việc chính phủ Hoa Kỳ chính thức công nhận Cơ Đốc giáo) đã đưa ra một tuyên bố rằng các bức thư đã được gửi đến Abraham Lincoln yêu cầu ông tuyên thệ với Đức Chúa Trời trong lễ nhậm chức, và Lincoln được cho là đã trả lời rằng danh của Đức Chúa Trời không có trong Hiến pháp, và ông không thể rời xa chữ nghĩa của bản Hiến pháp đó.
Kể từ năm 1789, tất cả các thẩm phán liên bang và viên chức hành pháp đã được yêu cầu phải bao gồm cụm từ "Xin Đức Chúa Trời giúp con" theo luật pháp, trừ khi họ dùng từ "khẳng định" (affirm), trong trường hợp đó, cụm từ "Xin Đức Chúa Trời giúp con" sẽ bị bỏ qua. Vì hầu như tất cả tổng thống đắc cử kể từ Tổng thống Franklin D. Roosevelt đều đã tuyên thệ với cụm từ bổ sung đó, có thể xác nhận rằng đa số các tổng thống đắc cử đã nói cụm từ đó.

## Sự cố

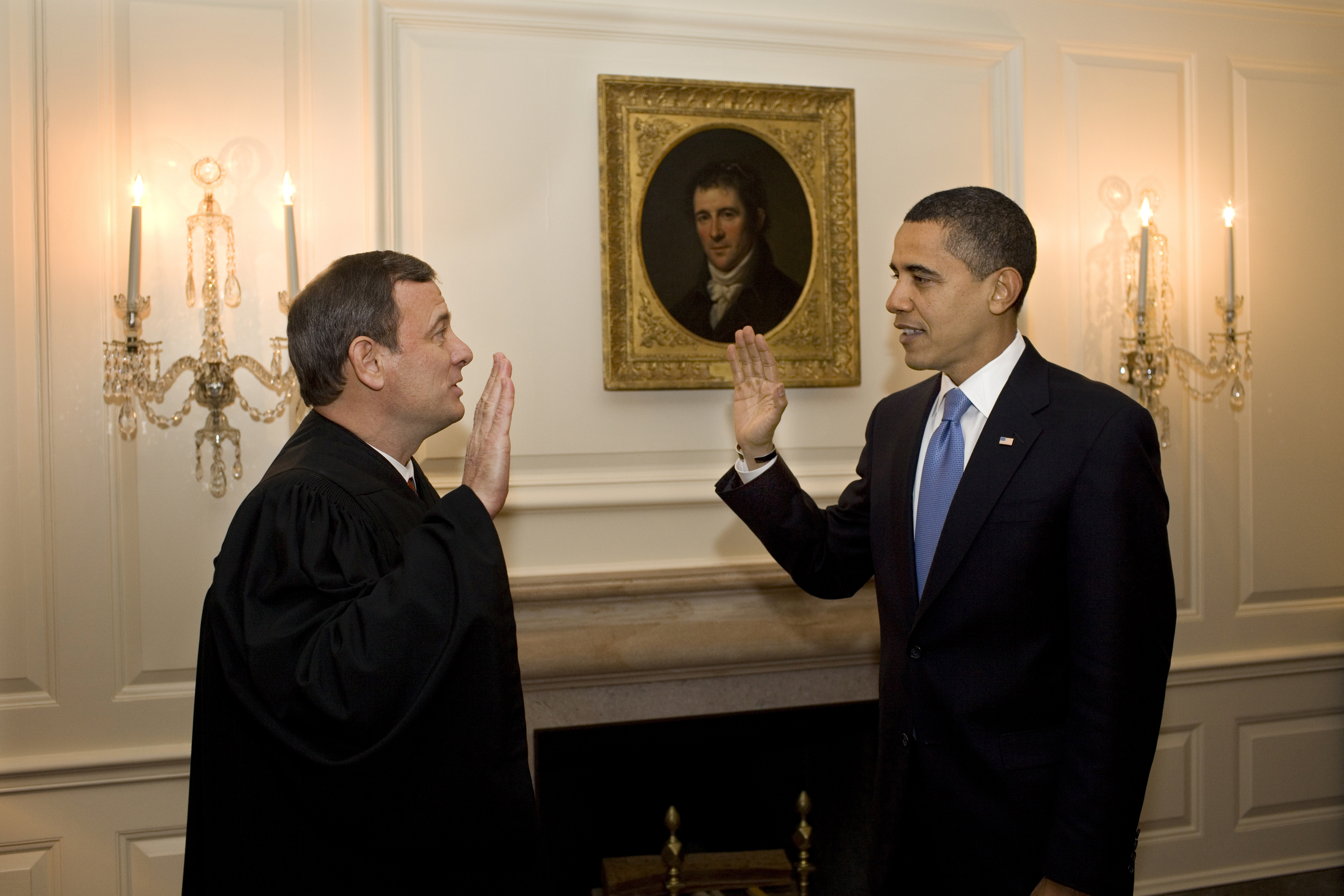
Barack Obama tuyên thệ nhậm chức tổng thống lần thứ hai trước sự chứng thực của chánh án John Roberts vào ngày 21 tháng 1 năm 2009.

- Năm 1909, khi tổng thống William Howard Taft tuyên thệ nhậm chức, chánh án Melville Fuller đã đọc sai lời tuyên thệ, nhưng lỗi này không được công bố rộng rãi vào thời điểm đó. Sai sót này tương tự như lỗi mà chính Taft đã mắc phải 20 năm sau đó, khi ông là chánh án chứng thực tuyên thệ cho tổng thống Hoover. Nhớ lại sự việc, Taft viết: "Khi tôi được chánh án Fuller chứng thực tuyên thệ nhậm chức tổng thống, ông ấy cũng phạm một lỗi tương tự", và thêm rằng, "nhưng vào thời điểm đó, khi chưa có đài phát thanh, lỗi chỉ được nhận ra trong Nghị trường Thượng viện, nơi tôi tuyên thệ."[15]
- Năm 1925, chánh án Taft, bản thân từng là một tổng thống Hoa Kỳ, đã chứng thực tuyên thệ nhậm chức tổng thống lần thứ hai cho Calvin Coolidge, nhưng lại đọc là "...the office of the President of the United States" thay vì "...the Office of President of the United States", cũng như "...protect, preserve and defend" thay vì thứ tự chính xác là "...preserve, protect and defend".[47]
- Một lần nữa, vào năm 1929, chánh án Taft đã nổi tiếng với việc đọc sai lời tuyên thệ khi chứng thực tuyên thệ nhậm chức tổng thống cho Herbert Hoover, ông sử dụng cụm từ "preserve, maintain and defend the Constitution", thay vì "preserve, protect and defend the Constitution". Cuối cùng Taft thừa nhận lỗi của mình, nhưng cho rằng điều đó không quan trọng, và Hoover không tuyên thệ lại. Theo quan điểm của Taft, sự khác biệt so với nguyên bản không làm mất hiệu lực lời tuyên thệ.[15][48][49]
- Năm 1945, chữ cái giữa "S" trong tên tổng thống Harry S. Truman đã gây ra một sự cố bất thường khi ông lần đầu tiên trở thành tổng thống và tuyên thệ. Tại một cuộc họp trong Phòng Nội các, chánh án Harlan Stone, dường như nhầm lẫn về ý nghĩa của chữ cái giữa trong tên Truman (không phải viết tắt mà là toàn bộ tên đệm), bắt đầu đọc lời tuyên thệ bằng cách nói: "Tôi, Harry Shipp Truman, ..." Truman đáp lại: "Tôi, Harry S. Truman, ..."[50]
- Trong cả hai lễ nhậm chức vào năm 1953 và 1957, Dwight D. Eisenhower đã đọc dòng "the office of President of the United States" thành "the office of the President of the United States," mặc dù các Chánh án Toà án Tối cao Fred Vinson (năm 1953) và Earl Warren (năm 1957) đã đọc chính xác.
- Năm 1965, chánh án Earl Warren đã hướng dẫn Lyndon B. Johnson nói "the Office of the Presidency of the United States", sai so với nguyên gốc.[51]
- Năm 1973, tổng thống Richard Nixon thêm từ "and" giữa "preserve" và "protect," dẫn đến câu "preserve and protect, and defend the Constitution of the United States." Trong lễ nhậm chức lần đầu tiên, Nixon đã đọc đúng câu này.
- Năm 2009, khi chánh án John Roberts chứng thực tuyên thệ nhậm chức tổng thống cho Barack Obama, ông đã đọc sai một phần. Roberts nói: "That I will execute the Office of President to the United States faithfully." Obama dừng lại ở từ "execute" và chờ Roberts hiệu chỉnh. Roberts sau một lần khởi đầu sai lầm đã nói tiếp theo từ "execute" của Obama là "faithfully," dẫn đến "execute faithfully," cũng không đúng. Obama sau đó lặp lại đoạn hướng dẫn ban đầu sai của Roberts, với từ "faithfully" sau "United States."[52][53] Lời tuyên thệ sau đó đã được chứng thực lại vào ngày hôm sau bởi Roberts tại Nhà Trắng.[54][55] Sự việc này trở thành tiêu đề và nội dung chính của cuốn sách "The Oath: The Obama White House and the Supreme Court" do Jeffrey Toobin viết vào năm 2012.

## Danh sách các nghi lễ tuyên thệ nhậm chức
Kể từ khi chức vụ Tổng thống Hoa Kỳ được thiết lập vào năm 1789, đã có 59 buổi lễ tuyên thệ công khai nhằm đánh dấu bắt đầu nhiệm kì 4 năm của một tân tổng thống, cùng với 9 buổi lễ bổ sung diễn ra khi có Tổng thống qua đời hoặc từ chức giữa nhiệm kì. Tính đến lễ nhậm chức năm 2021 của Joe Biden, sự tuyên thệ nhậm chức của tổng thống đã được thực hiện 76 lần bởi 45 người khác nhau. Sự khác biệt trong số liệu này chủ yếu xuất phát từ hai lí do: mỗi Tổng thống đều phải tuyên thệ vào đầu mỗi nhiệm kì, và ngày Nhậm chức đôi khi rơi vào Chủ nhật, có năm Tổng thống đã tuyên thệ riêng tư trước khi tổ chức lễ nhậm chức công khai. Ngoài ra, có 3 Tổng thống đã tuyên thệ lại để đề phòng khả năng có thách thức pháp lí liên quan đến tính hợp hiến của buổi lễ ban đầu.
| Ngày tháng năm                 | Loại hình | Sự kiện                                                        | Địa điểm                                                                 | Người thực hiện nghi lễ tuyên thệ nhậm chức của tổng thống                  |
| ------------------------------ | --------- | -------------------------------------------------------------- | ------------------------------------------------------------------------ | --------------------------------------------------------------------------- |
| 30 tháng 4 năm 1789 (Thứ năm)  | Công khai | Lễ nhậm chức tổng thống lần thứ nhất của George Washington     | Ban công, Đại lễ đường Quốc gia Liên bang New York, New York             | Robert Livingston Đại thẩm phán bang New York                               |
| 4 tháng 3 năm 1793 (Thứ hai)   | Công khai | Lễ nhậm chức tổng thống lần thứ hai của George Washington      | Nghị trường Thượng viện Hoa Kỳ, Sảnh Quốc hội Philadelphia, Pennsylvania | William Cushing Đại thẩm phán, Toà án Tối cao Hoa Kỳ                        |
| 4 tháng 3 năm 1797 (Thứ bảy)   | Công khai | Lễ nhậm chức tổng thống của John Adams                         | Nghị trường Hạ viện Hoa Kỳ, Sảnh Quốc hội                                | Oliver Ellsworth Chánh án của Hoa Kỳ                                        |
| 4 tháng 3 năm 1801 (Thứ tư)    | Công khai | Lễ nhậm chức tổng thống lần thứ nhất của Thomas Jefferson      | Nghị trường Thượng viện Hoa Kỳ, Điện Capitol Hoa Kỳ Washington, D.C.     | John Marshall Chánh án của Hoa Kỳ                                           |
| 4 tháng 3 năm 1805 (Thứ hai)   | Công khai | Lễ nhậm chức tổng thống lần thứ hai của Thomas Jefferson       | Nghị trường Thượng viện Hoa Kỳ, Điện Capitol Hoa Kỳ                      | John Marshall Chánh án                                                      |
| 4 tháng 3 năm 1809 (Thứ bảy)   | Công khai | Lễ nhậm chức tổng thống lần thứ nhất của James Madison         | Nghị trường Hạ viện Hoa Kỳ, Điện Capitol Hoa Kỳ                          | John Marshall Chánh án                                                      |
| 4 tháng 3 năm 1813 (Thứ năm)   | Công khai | Lễ nhậm chức tổng thống lần thứ hai của James Madison          | Nghị trường Hạ viện Hoa Kỳ, Điện Capitol Hoa Kỳ                          | John Marshall Chánh án                                                      |
| 4 tháng 3 năm 1817 (Thứ ba)    | Công khai | Lễ nhậm chức tổng thống lần thứ nhất của James Monroe          | Front steps, Nghị trường Quốc hội Hoa Kỳ cũ                              | John Marshall Chánh án                                                      |
| 5 tháng 3 năm 1821 (Thứ hai)   | Công khai | Lễ nhậm chức tổng thống lần thứ hai của James Monroe           | Nghị trường Hạ viện Hoa Kỳ, Điện Capitol Hoa Kỳ                          | John Marshall Chánh án                                                      |
| 4 tháng 3 năm 1825 (Thứ sáu)   | Công khai | Lễ nhậm chức tổng thống của John Quincy Adams                  | Nghị trường Hạ viện Hoa Kỳ, Điện Capitol Hoa Kỳ                          | John Marshall Chánh án                                                      |
| 4 tháng 3 năm 1829 (Thứ tư)    | Công khai | Lễ nhậm chức tổng thống lần thứ nhất của Andrew Jackson        | Hành lang của cổng phía đông, Điện Capitol Hoa Kỳ                        | John Marshall Chánh án                                                      |
| 4 tháng 3 năm 1833 (Thứ hai)   | Công khai | Lễ nhậm chức tổng thống lần thứ hai của Andrew Jackson         | Nghị trường Hạ viện Hoa Kỳ, Điện Capitol Hoa Kỳ                          | John Marshall Chánh án                                                      |
| 4 tháng 3 năm 1837 (Thứ bảy)   | Công khai | Lễ nhậm chức tổng thống của Martin Van Buren                   | Hành lang của cổng phía đông, Điện Capitol Hoa Kỳ                        | Roger B. Taney Chánh án                                                     |
| 4 tháng 3 năm 1841 (Thứ năm)   | Công khai | Lễ nhậm chức tổng thống của William Henry Harrison             | Hành lang của cổng phía đông, Điện Capitol Hoa Kỳ                        | Roger B. Taney Chánh án                                                     |
| 6 tháng 4 năm 1841 (Thứ ba)    | Riêng tư  | Lễ nhậm chức tổng thống của John Tyler                         | Brown's Indian Queen Hotel, Washington, D.C.                             | William Cranch Thẩm phán tối cao, Toà án Thượng tố Đặc khu Columbia         |
| 4 tháng 3 năm 1845 (Thứ ba)    | Công khai | Lễ nhậm chức tổng thống của James K. Polk                      | Hành lang của cổng phía đông, Điện Capitol Hoa Kỳ                        | Roger B. Taney Chánh án                                                     |
| 5 tháng 3 năm 1849 (Thứ hai)   | Công khai | Lễ nhậm chức tổng thống của Zachary Taylor                     | Hành lang của cổng phía đông, Điện Capitol Hoa Kỳ                        | Roger B. Taney Chánh án                                                     |
| 10 tháng 7 năm 1850 (Thứ tư)   | Công khai | Lễ nhậm chức tổng thống của Millard Fillmore                   | Nghị trường Hạ viện Hoa Kỳ, Điện Capitol Hoa Kỳ                          | William Cranch Thẩm phán Toà án Thượng tố                                   |
| 4 tháng 3 năm 1853 (Thứ sáu)   | Công khai | Lễ nhậm chức tổng thống của Franklin Pierce                    | Hành lang của cổng phía đông, Điện Capitol Hoa Kỳ                        | Roger B. Taney Chánh án                                                     |
| 4 tháng 3 năm 1857 (Thứ tư)    | Công khai | Lễ nhậm chức tổng thống của James Buchanan                     | Hành lang của cổng phía đông, Điện Capitol Hoa Kỳ                        | Roger B. Taney Chánh án                                                     |
| 4 tháng 3 năm 1861 (Thứ hai)   | Công khai | Lễ nhậm chức tổng thống lần thứ nhất của Abraham Lincoln       | Hành lang của cổng phía đông, Điện Capitol Hoa Kỳ                        | Roger B. Taney Chánh án                                                     |
| 4 tháng 3 năm 1865 (Thứ bảy)   | Công khai | Lễ nhậm chức tổng thống lần thứ hai của Abraham Lincoln        | Hành lang của cổng phía đông, Điện Capitol Hoa Kỳ                        | Salmon P. Chase Chánh án                                                    |
| 15 tháng 4 năm 1865 (Thứ bảy)  | Riêng tư  | Lễ nhậm chức tổng thống của Andrew Johnson                     | Kirkwood House Hotel, Washington, D.C.                                   | Salmon P. Chase Chánh án                                                    |
| 4 tháng 3 năm 1869 (Thứ năm)   | Công khai | Lễ nhậm chức tổng thống lần thứ nhất của Ulysses S. Grant      | Hành lang của cổng phía đông, Điện Capitol Hoa Kỳ                        | Salmon P. Chase Chánh án                                                    |
| 4 tháng 3 năm 1873 (Thứ ba)    | Công khai | Lễ nhậm chức tổng thống lần thứ hai của Ulysses S. Grant       | Hành lang của cổng phía đông, Điện Capitol Hoa Kỳ                        | Salmon P. Chase Chánh án                                                    |
| 3 tháng 3 năm 1877 (Thứ bảy)   | Riêng tư  | Lễ nhậm chức tổng thống của Rutherford B. Hayes                | Phòng Đỏ, Nhà Trắng                                                      | Morrison Waite Chánh án                                                     |
| 5 tháng 3 năm 1877 (Thứ hai)   | Công khai | Lễ nhậm chức tổng thống của Rutherford B. Hayes                | Hành lang của cổng phía đông, Điện Capitol Hoa Kỳ                        | Morrison Waite Chánh án                                                     |
| 4 tháng 3 năm 1881 (Thứ sáu)   | Công khai | Lễ nhậm chức tổng thống của James A. Garfield                  | Hành lang của cổng phía đông, Điện Capitol Hoa Kỳ                        | Morrison Waite Chánh án                                                     |
| 20 tháng 9 năm 1881 (Thứ ba)   | Riêng tư  | Lễ nhậm chức tổng thống của Chester A. Arthur                  | Nhà Chester A. Arthur, New York, New York                                | John R. Brady Thẩm phán Toà án Tối cao New York                             |
| 22 tháng 9 năm 1881 (Thứ năm)  | Công khai | Lễ nhậm chức tổng thống của Chester A. Arthur                  | Phòng phó Tổng thống, Điện Capitol Hoa Kỳ                                | Morrison Waite Chánh án                                                     |
| 4 tháng 3 năm 1885 (Thứ tư)    | Công khai | Lễ nhậm chức tổng thống lần thứ nhất của Grover Cleveland      | Hành lang của cổng phía đông, Điện Capitol Hoa Kỳ                        | Morrison Waite Chánh án                                                     |
| 4 tháng 3 năm 1889 (Thứ hai)   | Công khai | Lễ nhậm chức tổng thống của Benjamin Harrison                  | Hành lang của cổng phía đông, Điện Capitol Hoa Kỳ                        | Melville Fuller Chánh án                                                    |
| 4 tháng 3 năm 1893 (Thứ bảy)   | Công khai | Lễ nhậm chức tổng thống lần thứ hai của Grover Cleveland       | Hành lang của cổng phía đông, Điện Capitol Hoa Kỳ                        | Melville Fuller Chánh án                                                    |
| 4 tháng 3 năm 1897 (Thứ năm)   | Công khai | Lễ nhậm chức tổng thống lần thứ nhất của William McKinley      | Mặt trước của Nghị trường Thượng viện cũ, Điện Capitol Hoa Kỳ            | Melville Fuller Chánh án                                                    |
| 4 tháng 3 năm 1901 (Thứ hai)   | Công khai | Lễ nhậm chức tổng thống lần thứ hai của William McKinley       | Hành lang của cổng phía đông, Điện Capitol Hoa Kỳ                        | Melville Fuller Chánh án                                                    |
| 14 tháng 9 năm 1901 (Thứ bảy)  | Riêng tư  | Lễ nhậm chức tổng thống lần thứ nhất của Theodore Roosevelt    | Nhà Ansley Wilcox, Buffalo, New York                                     | John R. Hazel Thẩm phán, Toà án Địa hạt Liên bang cho Quận Tây New York     |
| 4 tháng 3 năm 1905 (Thứ bảy)   | Công khai | Lễ nhậm chức tổng thống lần thứ hai của Theodore Roosevelt     | Hành lang của cổng phía đông, Điện Capitol Hoa Kỳ                        | Melville Fuller Chánh án                                                    |
| 4 tháng 3 năm 1909 (Thứ năm)   | Công khai | Lễ nhậm chức tổng thống của William Howard Taft                | Nghị trường Thượng viện Hoa Kỳ, Điện Capitol Hoa Kỳ                      | Melville Fuller Chánh án                                                    |
| 4 tháng 3 năm 1913 (Thứ ba)    | Công khai | Lễ nhậm chức tổng thống lần thứ nhất của Woodrow Wilson        | Hành lang của cổng phía đông, Điện Capitol Hoa Kỳ                        | Edward D. White Chánh án                                                    |
| 4 tháng 3 năm 1917 (Chủ nhật)  | Riêng tư  | Lễ nhậm chức tổng thống lần thứ hai của Woodrow Wilson         | Phòng Tổng thống, Điện Capitol Hoa Kỳ                                    | Edward D. White Chánh án                                                    |
| 5 tháng 3 năm 1917 (Thứ hai)   | Công khai | Lễ nhậm chức tổng thống lần thứ hai của Woodrow Wilson         | Hành lang của cổng phía đông, Điện Capitol Hoa Kỳ                        | Edward D. White Chánh án                                                    |
| 4 tháng 3 năm 1921 (Thứ sáu)   | Công khai | Lễ nhậm chức tổng thống của Warren G. Harding                  | Hành lang của cổng phía đông, Điện Capitol Hoa Kỳ                        | Edward D. White Chánh án                                                    |
| 3 tháng 8 năm 1923 (Thứ sáu)   | Riêng tư  | Lễ nhậm chức tổng thống lần thứ nhất của Calvin Coolidge       | Coolidge Homestead, Plymouth Notch, Vermont                              | John Calvin Coolidge Thẩm phán Toà án Hoà giải Vermont                      |
| 21 tháng 8 năm 1923 (Thứ ba)   | Riêng tư  | Lễ nhậm chức tổng thống lần thứ nhất của Calvin Coolidge       | Willard Hotel Washington, D.C.                                           | Adolph A. Hoehling Jr. Thẩm phán, Toà án Địa hạt Liên bang Đặc khu Columbia |
| 4 tháng 3 năm 1925 (Thứ tư)    | Công khai | Lễ nhậm chức tổng thống lần thứ hai của Calvin Coolidge        | Hành lang của cổng phía đông, Điện Capitol Hoa Kỳ                        | William H. Taft Chánh án                                                    |
| 4 tháng 3 năm 1929 (Thứ hai)   | Công khai | Lễ nhậm chức tổng thống của Herbert Hoover                     | Hành lang của cổng phía đông, Điện Capitol Hoa Kỳ                        | William H. Taft Chánh án                                                    |
| 4 tháng 3 năm 1933 (Thứ bảy)   | Công khai | Lễ nhậm chức tổng thống lần thứ nhất của Franklin D. Roosevelt | Hành lang của cổng phía đông, Điện Capitol Hoa Kỳ                        | Charles E. Hughes Chánh án                                                  |
| 20 tháng 1 năm 1937 (Thứ tư)   | Công khai | Lễ nhậm chức tổng thống lần thứ hai của Franklin D. Roosevelt  | Hành lang của cổng phía đông, Điện Capitol Hoa Kỳ                        | Charles E. Hughes Chánh án                                                  |
| 20 tháng 1 năm 1941 (Thứ hai)  | Công khai | Lễ nhậm chức tổng thống lần thứ ba của Franklin D. Roosevelt   | Hành lang của cổng phía đông, Điện Capitol Hoa Kỳ                        | Charles E. Hughes Chánh án                                                  |
| 20 tháng 1 năm 1945 (Thứ bảy)  | Công khai | Lễ nhậm chức tổng thống lần thứ tư của Franklin D. Roosevelt   | Hành lang của cổng phía nam, Nhà Trắng                                   | Harlan F. Stone Chánh án                                                    |
| 12 tháng 4 năm 1945 (Thứ năm)  | Riêng tư  | Lễ nhậm chức tổng thống lần thứ nhất của Harry S. Truman       | Phòng Nội các, Nhà Trắng                                                 | Harlan F. Stone Chánh án                                                    |
| 20 tháng 1 năm 1949 (Thứ năm)  | Công khai | Lễ nhậm chức tổng thống lần thứ hai của Harry S. Truman        | Hành lang của cổng phía đông, Điện Capitol Hoa Kỳ                        | Fred M. Vinson Chánh án                                                     |
| 20 tháng 1 năm 1953 (Thứ ba)   | Công khai | Lễ nhậm chức tổng thống lần thứ nhất của Dwight D. Eisenhower  | Hành lang của cổng phía đông, Điện Capitol Hoa Kỳ                        | Fred M. Vinson Chánh án                                                     |
| 20 tháng 1 năm 1957 (Chủ nhật) | Riêng tư  | Lễ nhậm chức tổng thống lần thứ hai của Dwight D. Eisenhower   | Phòng Đông, Nhà Trắng                                                    | Earl Warren Chánh án                                                        |
| 21 tháng 1 năm 1957 (Thứ hai)  | Công khai | Lễ nhậm chức tổng thống lần thứ hai của Dwight D. Eisenhower   | Hành lang của cổng phía đông, Điện Capitol Hoa Kỳ                        | Earl Warren Chánh án                                                        |
| 20 tháng 1 năm 1961 (Thứ sáu)  | Công khai | Lễ nhậm chức tổng thống của John F. Kennedy                    | Hành lang của cổng phía đông, Điện Capitol Hoa Kỳ                        | Earl Warren Chánh án                                                        |
| 22 tháng 11 năm 1963 (Thứ sáu) | Riêng tư  | Lễ nhậm chức tổng thống lần thứ nhất của Lyndon B. Johnson     | Air Force One, Dallas Love Field, Dallas, Texas                          | Sarah T. Hughes Thẩm phán, Toà án Địa hạt Liên bang cho Quận Bắc Texas      |
| 20 tháng 1 năm 1965 (Thứ tư)   | Công khai | Lễ nhậm chức tổng thống lần thứ hai của Lyndon B. Johnson      | Hành lang của cổng phía đông, Điện Capitol Hoa Kỳ                        | Earl Warren Chánh án                                                        |
| 20 tháng 1 năm 1969 (Thứ hai)  | Công khai | Lễ nhậm chức tổng thống lần thứ nhất của Richard Nixon         | Hành lang của cổng phía đông, Điện Capitol Hoa Kỳ                        | Earl Warren Chánh án                                                        |
| 20 tháng 1 năm 1973 (Thứ bảy)  | Công khai | Lễ nhậm chức tổng thống lần thứ hai của Richard Nixon          | Hành lang của cổng phía đông, Điện Capitol Hoa Kỳ                        | Warren Burger Chánh án                                                      |
| 9 tháng 8 năm 1974 (Thứ sáu)   | Công khai | Lễ nhậm chức tổng thống của Gerald Ford                        | Phòng Đông, Nhà Trắng                                                    | Warren Burger Chánh án                                                      |
| 20 tháng 1 năm 1977 (Thứ năm)  | Công khai | Lễ nhậm chức tổng thống của Jimmy Carter                       | Hành lang của cổng phía đông, Điện Capitol Hoa Kỳ                        | Warren Burger Chánh án                                                      |
| 20 tháng 1 năm 1981 (Thứ ba)   | Công khai | Lễ nhậm chức tổng thống lần thứ nhất của Ronald Reagan         | Mặt Tây, Điện Capitol Hoa Kỳ                                             | Warren Burger Chánh án                                                      |
| 20 tháng 1 năm 1985 (Chủ nhật) | Riêng tư  | Lễ nhậm chức tổng thống lần thứ hai của Ronald Reagan          | Sảnh Lối vào, Nhà Trắng                                                  | Warren Burger Chánh án                                                      |
| 21 tháng 1 năm 1985 (Thứ hai)  | Công khai | Lễ nhậm chức tổng thống lần thứ hai của Ronald Reagan          | Sảnh vòm, Điện Capitol Hoa Kỳ                                            | Warren Burger Chánh án                                                      |
| 20 tháng 1 năm 1989 (Thứ sáu)  | Công khai | Lễ nhậm chức tổng thống của George H. W. Bush                  | Mặt Tây, Điện Capitol Hoa Kỳ                                             | William Rehnquist Chánh án                                                  |
| 20 tháng 1 năm 1993 (Thứ tư)   | Công khai | Lễ nhậm chức tổng thống lần thứ nhất của Bill Clinton          | Mặt Tây, Điện Capitol Hoa Kỳ                                             | William Rehnquist Chánh án                                                  |
| 20 tháng 1 năm 1997 (Thứ hai)  | Công khai | Lễ nhậm chức tổng thống lần thứ nhất của Bill Clinton          | Mặt Tây, Điện Capitol Hoa Kỳ                                             | William Rehnquist Chánh án                                                  |
| 20 tháng 1 năm 2001 (Thứ bảy)  | Công khai | Lễ nhậm chức tổng thống lần thứ nhất của George W. Bush        | Mặt Tây, Điện Capitol Hoa Kỳ                                             | William Rehnquist Chánh án                                                  |
| 20 tháng 1 năm 2005 (Thứ năm)  | Công khai | Lễ nhậm chức tổng thống lần thứ hai của George W. Bush         | Mặt Tây, Điện Capitol Hoa Kỳ                                             | William Rehnquist Chánh án                                                  |
| 20 tháng 1 năm 2009 (Thứ ba)   | Công khai | Lễ nhậm chức tổng thống lần thứ nhất của Barack Obama          | Mặt Tây, Điện Capitol Hoa Kỳ                                             | John Roberts Chánh án Hoa Kỳ                                                |
| 21 tháng 1 năm 2009 (Thứ tư)   | Riêng tư  | Lễ nhậm chức tổng thống lần thứ nhất của Barack Obama          | Phòng Bản đồ, Nhà Trắng                                                  | John Roberts Chánh án Hoa Kỳ                                                |
| 20 tháng 1 năm 2013 (Chủ nhật) | Riêng tư  | Lễ nhậm chức tổng thống lần thứ hai của Barack Obama           | Phòng Xanh, Nhà Trắng                                                    | John Roberts Chánh án                                                       |
| 21 tháng 1 năm 2013 (Thứ hai)  | Công khai | Lễ nhậm chức tổng thống lần thứ hai của Barack Obama           | Mặt Tây, Điện Capitol Hoa Kỳ                                             | John Roberts Chánh án                                                       |
| 20 tháng 1 năm 2017 (Thứ sáu)  | Công khai | Lễ nhậm chức tổng thống lần thứ nhất của Donald Trump          | Mặt Tây, Điện Capitol Hoa Kỳ                                             | John Roberts Chánh án                                                       |
| 20 tháng 1 năm 2021 (Thứ tư)   | Công khai | Lễ nhậm chức tổng thống của Joe Biden                          | Mặt Tây, Điện Capitol Hoa Kỳ                                             | John Roberts Chánh án                                                       |
| 20 tháng 1 năm 2025 (Thứ hai)  | Công khai | Lễ nhậm chức tổng thống lần thứ hai của Donald Trump           | Sảnh vòm, Điện Capitol Hoa Kỳ                                            | John Roberts Chánh án                                                       |
| Ngày tháng năm                 | Loại hình | Sự kiện                                                        | Địa điểm                                                                 | Người thực hiện nghi lễ tuyên thệ nhậm chức của tổng thống                  |